# Hayward (Minnesota)
Hayward es una ciudad ubicada en el condado de Freeborn, al sur de Minnesota, Estados Unidos, situada aproximadamente a 10 minutos de Albert Lea, La ciudad más grande del condado que tiene una población de aproximadamente dieciocho mil habitantes.

## Geografía
De acuerdo con la Oficina del Censo de los Estados Unidos, la ciudad tiene un área total de 1.6 km² (0.6 mi²), toda de tierra fértil.

## Demografía
Según el censo del año 2000, la población era de 249 personas y 74 familias viven en la ciudad. La densidad poblacional era de 155.1 personas por kilómetro cuadrado. La división racial de la ciudad era de 95.98% blancos y el 4.02% de otras raíces como latinos o hispanos. 

## Eventos Importantes
Extreme Makeover: Home Edition; El programa de ABC cumplió el sueño de una familia local construyendo la  casa en 94 horas, el capítulo se filmó en octubre de 2008 y salió al aire en Estados Unidos en diciembre del mismo año.

## Datos Varios
La ciudad de Hayward cuenta con una oficina de correos, un restaurante, una carnicería, una estación de bomberos (sede de reuniones de 4-H) y una central de reciclaje, entre otros.